# 1748
1748 (MDCCXLVIII) byl rok, který dle gregoriánského kalendáře započal pondělím.

## Události
- podpisem smlouvy v Cáchách končí Válka o rakouské dědictví
- 1. května – vstoupil v platnost první tereziánský katastr – zrevidoval poddanský majetek, majetek duchovenstva, šlechty měšťanů i Židů; přihlížel k bonitě půdy, ale přeceňoval pozemkové vlastnictví ve srovnání s řemesly

### Probíhající události
- 1739–1748 – Válka o Jenkinsovo ucho
- 1740–1748 – Války o rakouské dědictví

## Narození
Česko
- 3. února – Josef Fiala, gambista, hobojista a skladatel († 31. července 1816)
- 17. dubna – Leopold Leonhard Raymund Thun-Hohenstein, šlechtic a duchovní, pasovský biskup († 22. října 1836)
- 29. dubna – Kristián Filip Clam-Gallas, šlechtic a mecenáš († 8. února 1805)
- 17. května – Jan Rudolf Chotek z Chotkova, česko-rakouský politik a úředník († 26. srpna 1824)
- 11. listopadu – Aleš Vincenc Pařízek, teolog a kanovník († 17. dubna 1822)

Svět
- 6. února – Adam Weishaupt, německý filozof a zakladatel řádu Iluminátů († 18. listopadu 1830)
- 15. února – Jeremy Bentham, britský právní teoretik, osvícenský filosof, zakladatel utilitarismu († 6. června 1832)
- 27. února – Anders Sparrman, švédský přírodovědec a abolicionista († 9. srpna 1820)
- 8. března – Vilém V. Oranžský, nizozemský místodržící († 9. dubna 1806)
- 22. března – Samuel Ambrozi, slovenský publicista († 13. února 1806)
- 12. dubna – Antoine Laurent de Jussieu, francouzský botanik († 17. září 1836)
- 27. dubna – Adamantios Korais, řecký humanistický učenec, filolog a spisovatel († 6. dubna 1833)
- 2. května – Karl Hermann Heinrich Benda, německý hudebník a skladatel († 15. března 1836)
- 3. května – Emmanuel Joseph Sieyès, francouzský duchovní, spisovatel, ústavní expert a politik francouzské revoluce († 1836)
- 7. května – Olympe de Gouges, francouzská dramatička a spisovatelka († 3. listopadu 1793)
- 6. července – Johannes Jaenicke, německý luteránský duchovní († 27. července 1827)
- 8. srpna – Johann Friedrich Gmelin, německý přírodovědec († 1. listopadu 1804)
- 30. srpna – Jacques-Louis David, francouzský klasicistní malíř († 1825)
- 21. září – Nicolas Chambon, francouzský lékař a politik († 2. listopadu 1826)
- 7. října – Karel XIII., švédský král († 5. února 1818)
- 30. října – Martha Wayles Skelton Jefferson, žena třetího prezidenta Spojených států amerických Thomase Jeffersona († 6. září 1782)
- 11. listopadu – Karel IV. Španělský, španělský král z rodu Bourbonů († 20. ledna 1819)
- 14. prosince – William Cavendish, 5. vévoda z Devonshiru, britský šlechtic a politik († 29. července 1811)
- 21. prosince
  - Jan Karel Kolowrat-krakowský, rakouský polní maršál († 5. června 1816)
  - Ludwig Christoph Heinrich Hölty, německý lidový básník († 1. září 1776)
- neznámé datum – Durs Egg, anglický puškař († 1831)
- neznámé datum – František Pavel Rigler, rakouský skladatel, pedagog a klavírista († 17. října 1796)
- neznámé datum – Grigorij Ivanovič Šelechov, ruský mořeplavec a obchodník († 20. července 1795)

## Úmrtí
Česko
- 7. února – Karel Josef Hiernle, český sochař a řezbář vrcholného baroka (* 1693)
- 30. dubna – Otto Honorius z Egkhu, světící biskup olomoucké diecéze (* 29. května 1675)

Svět
- leden – Ignazio Prota, italský hudební skladatel (* 15. září 1690)
- 1. ledna – Johann Bernoulli, švýcarský matematik (* 6. srpna 1667)
- 18. února – Otto Ferdinand von Abensberg und Traun, rakouský polní maršál (* 27. srpna 1677)
- 13. dubna – Gustava Karolina Meklenbursko-Střelická, meklenbursko-schwerinská vévodkyně (* 12. července 1694)
- 4. června – Alexej Iljič Čirikov, ruský mořeplavec (* 24. prosince 1703)
- 9. června – Bernardo Spinetti, severoitalský sochař a štukatér (* 1699)
- 18. července – Benjamin Hederich, německý jazykovědec, lexikograf a matematik (* 12. prosince 1675)
- 27. srpna – James Thomson, skotský básník a dramatik (* 11. září 1700)
- 1. září – Samuel Hruškovic, slovenský evangelický teolog, spisovatel a básník (* 1694)
- 2. prosince – Charles Seymour, 6. vévoda ze Somersetu, anglický politik a šlechtic (* 13. srpna 1662)
- 22. prosince – Johann Nepomuk Karel z Lichtenštejna, lichtenštejnský kníže (* 8. července 1724)
- ? – Sergio Pola, italský kněz, titulární biskup famagustský (* 1. listopadu 1674)

## Hlavy států
- Francie – Ludvík XV. (1715–1774)
- Habsburská monarchie – Marie Terezie (1740–1780)
- Osmanská říše – Mahmud I. (1730–1754)
- Polsko – August III. (1734–1763)
- Portugalsko – Jan V. (1706–1750)
- Prusko – Fridrich II. (1740–1786)
- Rusko – Alžběta Petrovna (1741–1762)
- Španělsko – Ferdinand VI. (1746–1759)
- Švédsko – Frederik I. (1720–1751)
- Velká Británie – Jiří II. (1727–1760)
- Svatá říše římská – František I. Štěpán Lotrinský (1745–1765)
- Papež – Benedikt XIV. (1740–1758)
- Japonsko – Momozono (1747–1762)
- Perská říše – Ádil Šáh, poté Ibráhím Šáh